# DBB Beamtenbund und Tarifunion
Der dbb beamtenbund und tarifunion (früher Deutscher Beamtenbund) ist ein Dachverband von Gewerkschaften des öffentlichen Dienstes und des privaten Dienstleistungssektors mit 41 Mitgliedsgewerkschaften mit Sitz in Berlin. Mit über 1,3 Millionen Mitgliedern ist der dbb – nach dem Deutschen Gewerkschaftsbund (DGB) – der zweitgrößte gewerkschaftliche Dachverband in Deutschland. Vorsitzender des dbb ist Volker Geyer. 
Junge Mitglieder des Beamtenbundes sind organisiert in der DBB Jugend (dbbj) mit rund 150.000 Mitgliedern. Untergliedert ist der Beamtenbund in 16 Landesverbände. Größter Landesverband ist Nordrhein-Westfalen mit über 190.000 Mitgliedern. Der größte Mitgliedsverband mit 140.000 Mitgliedern ist der Verband Bildung und Erziehung.

## Geschichte
Der dbb wurde am 4. Dezember 1918 als „Zusammenschluss der deutschen Beamten- und Lehrervereinigungen auf gewerkschaftlicher Grundlage“ u. a. von dem DDP-Abgeordneten Ernst Remmers (1868–1937), der sein erster Vorsitzender wurde, gegründet. 1926 fusionierte der DBB mit den Beamtenabteilungen der Christlichen Gewerkschaften, 1928 mit denen der Liberalen Gewerkvereine. Nach der Machtübernahme der Nationalsozialisten im Jahre 1933 wurde er von der NSDAP aufgelöst, von Hermann Neef als Reichsbund der Deutschen Beamten (RDB) neu gegründet und im Anschluss daran gleichgeschaltet. Mit dem Kontrollratsgesetz Nr. 2 vom 10. Oktober 1945 wurde der Reichsbund durch den Alliierten Kontrollrat verboten und sein Eigentum beschlagnahmt. 1949 wurde er aus verschiedenen regionalen Vereinigungen auf Bundesebene neu gegründet. 1971 gehörten dem dbb 707.000 Mitglieder an. Aufgrund einer Satzungsänderung und der Öffnung für Arbeiter und Angestellte des Öffentlichen Dienstes heißt der Deutsche Beamtenbund seit 2012 dbb beamtenbund und tarifunion.

## Organe des dbb

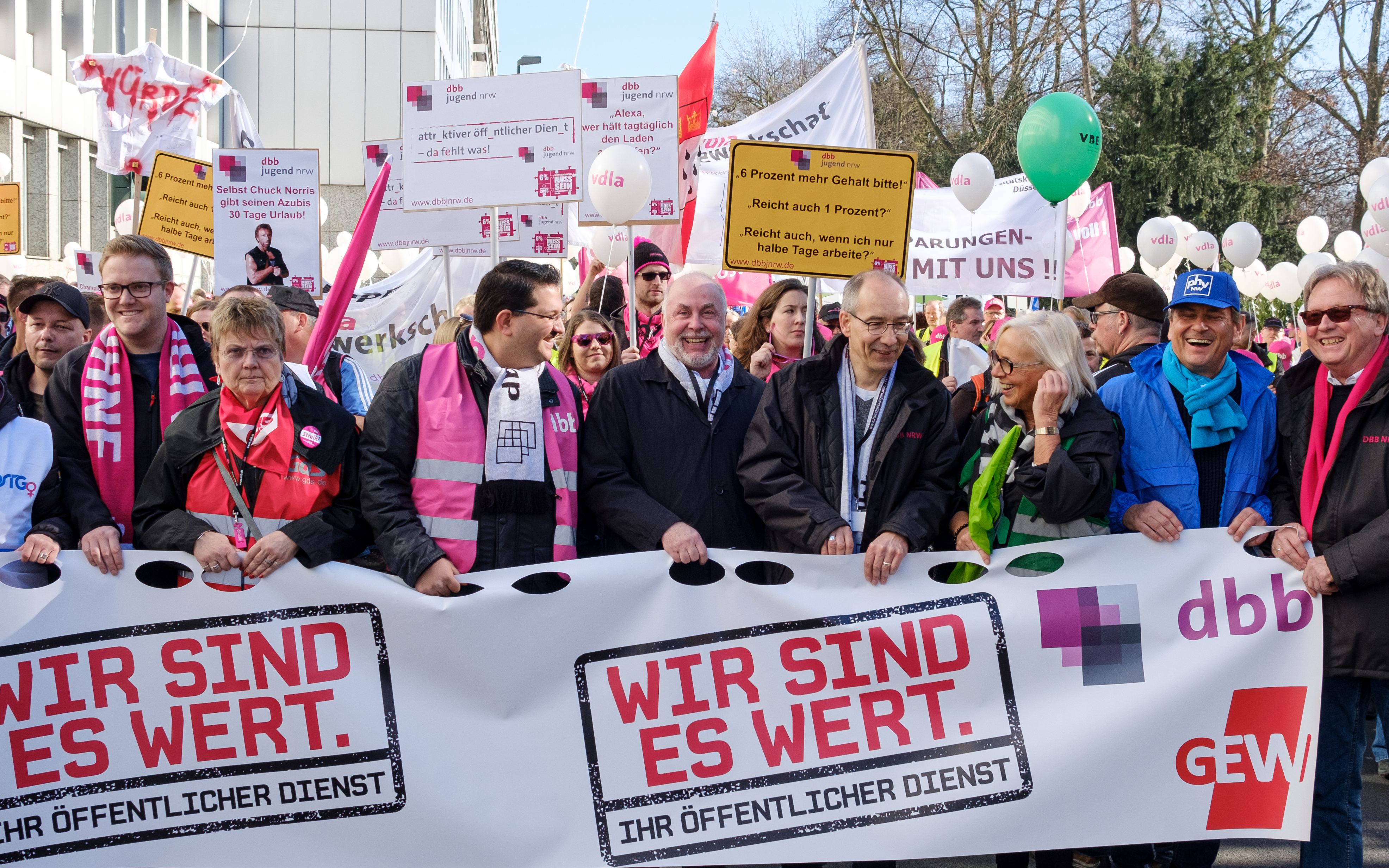
Kundgebung des DBB 2019 – zu sehen sind mehrere Vorsitzende der DBB Fachgewerkschaften.

Das höchste Organ ist der Gewerkschaftstag, der alle fünf Jahre tagt. Der Bundeshauptvorstand und der Bundesvorstand entscheiden die wichtigsten Angelegenheiten in der Zeit zwischen den Gewerkschaftstagen. Die Bundesleitung führt die von den anderen Organen gefassten Beschlüsse aus und ist für die sachgerechte Umsetzung verantwortlich.

### Mitglieder der Bundesleitung
- Volker Geyer (DPVKOM), Bundesvorsitzender
- Andreas Hemsing (komba), stv. Bundesvorsitzender und Fachvorstand Tarifpolitik
- Simone Fleischmann (VBE), stv. Bundesvorsitzende
- Florian Köbler (DSTG), stv. Bundesvorsitzender
- Milanie Kreutz (DSTG), stv. Bundesvorsitzende
- Heiko Teggatz (DPolG), stv. Bundesvorsitzender
- Maik Wagner (GdS), stv. Bundesvorsitzender
- Claus Weselsky (GDL), stv. Bundesvorsitzender
- Matthäus Fandrejwski (Vorsitzender CESI Youth), Gastmitglied ohne Stimmrecht
- Horst Günther Klitzing (DPhV; Vorsitzender dbb Bundesseniorenvertretung), Gastmitglied ohne Stimmrecht

### Vorsitzende (Bundesebene)
- 1918–1919: Ernst Remmers
- 1919–1920: Max Lange
- 1920–1933: Wilhelm Flügel
- 1933–1945: Jacob Sprenger

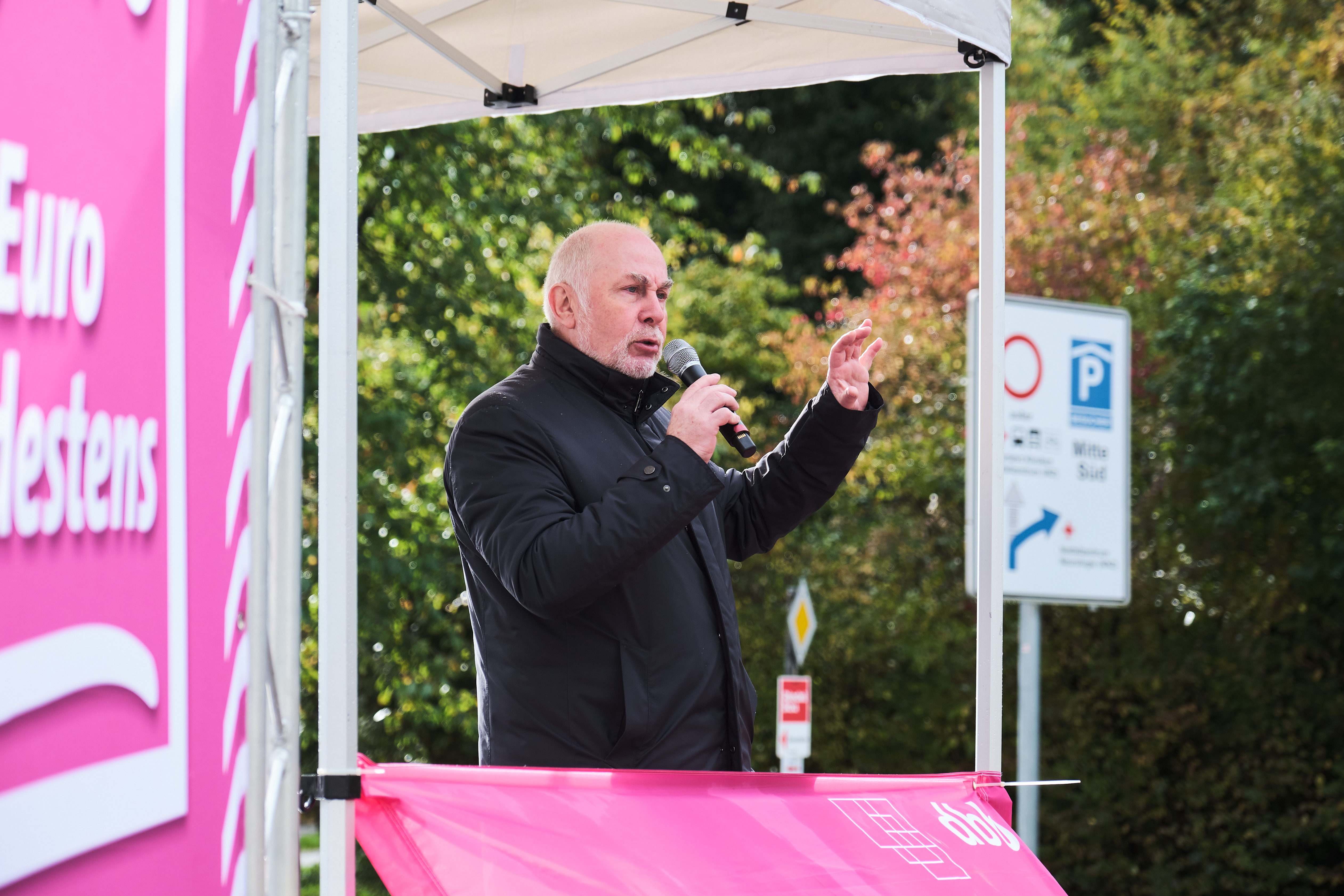
Ulrich Silberbach (2023)

- ab 15. Oktober 1933 zwangsweise umbenannt in
Reichsbund der Deutschen Beamten (RDB)
- 1949–1955: Hans Schäfer
- 1955–1958: Angelo Kramel
- 1959–1987: Alfred Krause
- 1987–1995: Werner Hagedorn
- 1995–2003: Erhard Geyer
- 2003–2012: Peter Heesen
- 2012–2017: Klaus Dauderstädt
- 2017–2025: Ulrich Silberbach
- 2025–heute: Volker Geyer

## dbb Tarifunion
Die Gewerkschaftstage von dbb und dbb tarifunion vereinbarten die Verschmelzung beider Organisationen am 12. November 2012, um die gewerkschaftlichen Interessen effizienter zu vertreten. Mit der Verschmelzung ist der dbb selbst Tarifpartner und kann Tarifverhandlungen direkt führen. Tarifunion und dbb beamtenbund vertreten ca. 360.000 Tarifbeschäftigte.
Bis zur Verschmelzung mit dem dbb war die dbb Tarifunion eine eigenständige Organisation; sie vertrat die Interessen der Angestellten, Arbeiter und Auszubildenden der Fachgewerkschaften des dbb und hatte 39 Fachgewerkschaften als Mitglieder. Vorsitzender war bis zum November 2012 Frank Stöhr (komba).
Die am 8. Dezember 1969 als Gemeinschaft von Gewerkschaften und Verbänden des öffentlichen Dienstes (GGVöD) gegründete Tariforganisation ist seit 1974 zu Tarifverhandlungen im öffentlichen Dienst zugelassen. Von 1976 bis 1994 bestand eine Tarifgemeinschaft mit der Deutschen Angestellten Gewerkschaft (DAG) und dem Marburger Bund. Am 8. November 1999 wurde die GGVöD in dbb tarifunion umbenannt.
Verhandlungspartner des dbb ist der Bund, die Tarifgemeinschaft deutscher Länder, die Vereinigung der kommunalen Arbeitgeberverbände und die Deutsche Bundesbank. Des Weiteren werden auch Haustarifverträge abgeschlossen.
Die dbb Tarifunion bildete Anfang 2007 den Fachbereich Lehrkräfte aus den Lehrergewerkschaften (VBE, BLBS, DPhV, VDR, VHW und VLW). Der ebenfalls neue dbb TU Fachbereich Gesundheit koordiniert die Tarifverhandlungen im Gesundheitssektor (Krankenhäuser, Pflegeeinrichtungen etc.).

## dbb Forum

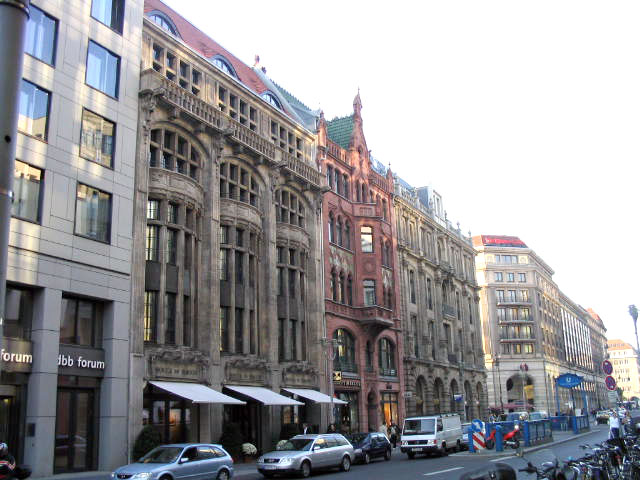
DBB Forum Berlin, Friedrichstraße 165–168

Der Deutsche Beamtenbund hat seinen Sitz im dbb forum berlin in der Friedrichstraße 165–170, zwischen Französische Straße und Behrenstraße in Berlin-Mitte.
Nachdem die Grundstücke 1996/1997 vom dbb angekauft worden waren, wurde das dbb forum vom Bonner Architekten Karl-Heinz Schommer geplant. Die Bauarbeiten dauerten von September 1999 bis zum Erstbezug im September 2001. Das dbb Forum bietet auf einer Fläche von ca. 21.200 Quadratmetern neben einem Atrium von ca. 1.250 Quadratmetern noch zahlreiche Konferenz- und Büroräume für 220 Mitarbeiter und 80 Servicekräfte.

## Einzelgewerkschaften des dbb
Einzelgewerkschaften bzw. Verbände gegliedert nach Bereichen:
- Allgemeine Verwaltung
  - Deutsche Verwaltungs-Gewerkschaft (DVG) in Halle (Saale)
  - Verband der Landes-Beamten, -Angestellten und -Arbeiter Nordrhein-Westfalen (VdLA) in Düsseldorf
  - komba gewerkschaft in Berlin
  - Gewerkschaft kommunaler Landesdienst Berlin (GKL Berlin) in Berlin
  - VdB Bundesbankgewerkschaft (VdB) in Frankfurt am Main
  - Verband der Beschäftigten der obersten und oberen Bundesbehörden (VBOB) in Berlin
- Bildung und Erziehung
  - Verband Bildung und Erziehung (VBE) in Berlin
  - Bundesverband der Lehrkräfte für Berufsbildung (BvLB) in Berlin
  - Deutscher Philologenverband (DPhV) in Berlin
  - Verband Deutscher Realschullehrer (VDR) in München
  - Verband Hochschule und Wissenschaft (VHW) in Wismar
  - Katholische Erziehergemeinschaft (KEG) in München
- Sicherheit
  - DPolG Bundespolizeigewerkschaft (ehem. Bundesgrenzschutzverband (bgv)) in Berlin
  - Deutsche Polizeigewerkschaft (DPolG) in Berlin
  - Verband der Arbeitnehmer der Bundeswehr (VAB) in Bonn
  - Verband der Beamten und Beschäftigten der Bundeswehr (VBB) in Bonn
- Justiz
  - Bund Deutscher Rechtspfleger (BDR) in Düsseldorf
  - Bund der Strafvollzugsbediensteten Deutschlands (BSBD) in Freiburg im Breisgau
  - Deutscher Amtsanwaltsverein (DAAV) in Kiel
  - Deutscher Gerichtsvollzieher-Bund (DGVB) in Köln
  - Deutsche Justiz-Gewerkschaft (DJG) in Hamburg
  - Verband der Beschäftigten des gewerblichen Rechtsschutzes (VBGR) in München
  - Verein der Rechtspfleger im Bundesdienst (VRB) in München
  - Verband der Rechtspfleger (VdR) in Hameln
- Finanzen
  - BDZ Deutsche Zoll- und Finanzgewerkschaft in Berlin
  - Deutsche Steuer-Gewerkschaft (DSTG) in Berlin
- Gesundheitswesen
  - Berufsverband Bayerischer Hygieneinspektoren (BBH) in Wiesau
  - Gewerkschaft für das Gesundheitswesen in Bayern (LBB) in Zapfendorf
  - Gewerkschaft für das Gesundheitswesen (GeNi) in Hannover
  - Fachverband Gesundheitswesen Baden-Württemberg (FVG) in Wiesloch
- Sozialversicherung/ -verwaltung
  - Gewerkschaft der Sozialversicherung (GdS) in Bonn
  - Gewerkschaft der Sozialverwaltung (GdV) in Dortmund
  - vbba – Gewerkschaft Arbeit und Soziales (VBBA) in Nürnberg
- Verkehr
  - Nahverkehrsgewerkschaft (NahVG) in Berlin
  - Fachverband Wasser- und Schifffahrtsverwaltung (FWSV) in Aurich
  - Gewerkschaft Deutscher Lokomotivführer (GDL) in Frankfurt am Main
  - Verband Deutscher Straßenwärter (VDStra.-Fachgewerkschaft) in Köln
  - Vereinigung Cockpit (VC) in Frankfurt am Main[5]
- Umwelt
  - Berufsverband Agrar, Ernährung, Umwelt (VDL) in Berlin
  - Bund Deutscher Forstleute (BDF) in Berlin
- Technik
  - Gewerkschaft Technik und Naturwissenschaft (BTB) in Berlin
  - Gewerkschaft Mess- und Eichwesen (BTE) in Ingolstadt
- Post, Telekommunikation und Postbank
  - Kommunikationsgewerkschaft DPV (DPVKOM) in Bonn
- Rundfunk, Film und Fernsehen
  - Vereinigung der Rundfunk-, Film- und Fernsehschaffenden (VRFF) in Mainz
- Andere Bereiche
  - Deutscher Berufsverband für Soziale Arbeit e. V. (DBSH) in Essen
  - Bundesverband der Hygieneinspektoren (BVH) in Berlin

## Organisationen

Logo des DBB Vorsorgewerks

- dbb akademie in Berlin und Königswinter
- DBB Verlag, Fachverlag des DBB Beamtenbund und Tarifunion
- dbb Vorsorgewerk für Versicherungs- und Vorsorgeleistungen

## Mitgliedschaften
Der dbb beamtenbund und tarifunion ist Mitglied von CESI, der Confédération Européenne des Syndicats Indépendants (Europäische Union der unabhängigen Gewerkschaften) und im Netzwerk Europäische Bewegung Deutschland.